# Karen Ellemann

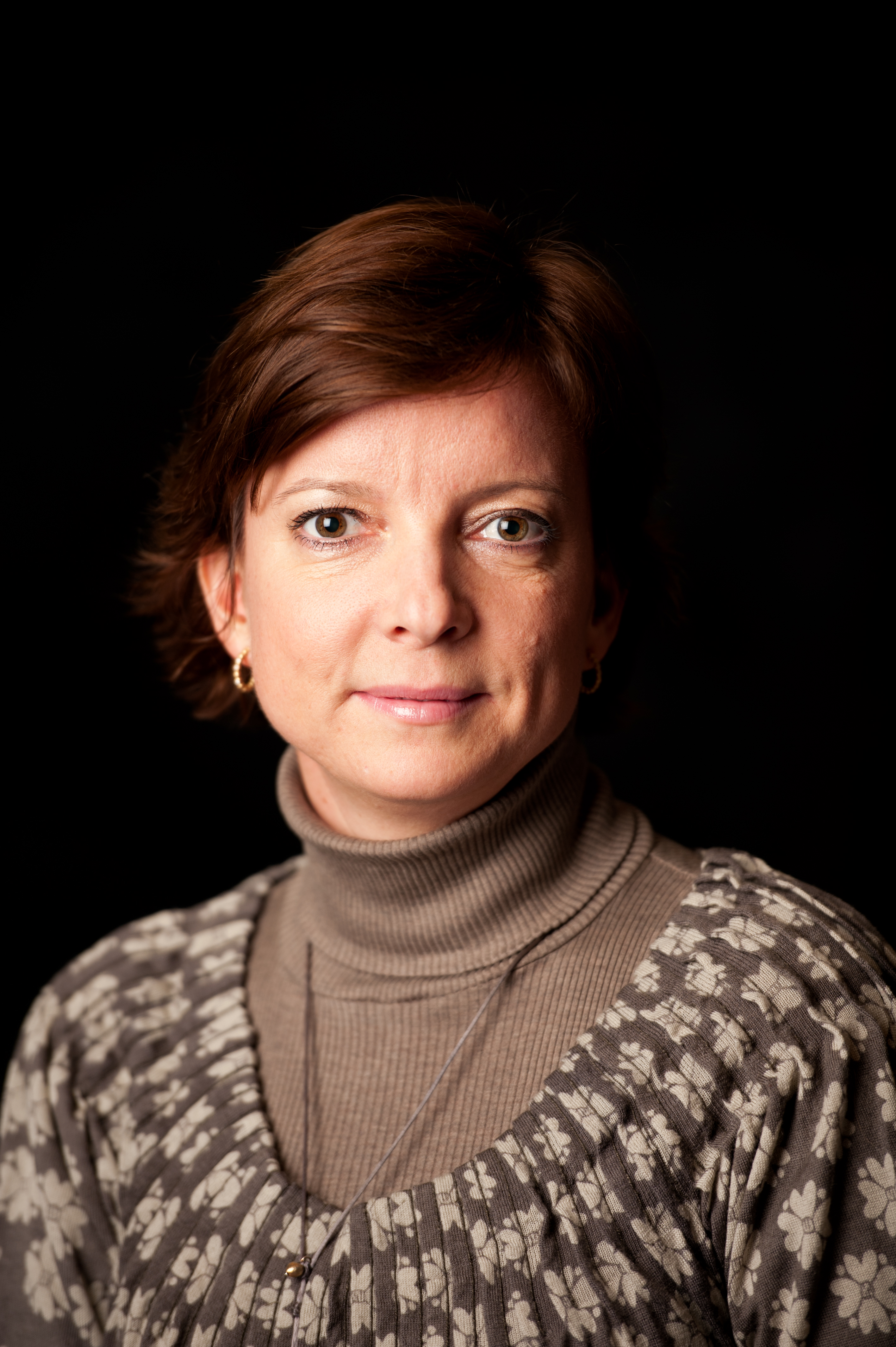
Karen Ellemann (2011)

Karen Ellemann Kloch (* 26. August 1969 in Charlottenlund, Region Hovedstaden) ist eine dänische Politikerin und derzeitige Generalsekretärin des Nordischen Ministerrats. Sie war von 2007 bis 2022 Abgeordnete im Folketing für die Venstre. Zudem war sie Ministerin für Inneres und Soziales (2009–10 und 2015–16), Umwelt (2010–11), Gleichstellung und Nordische Angelegenheiten (2016–18) sowie Fischerei (2017–18).

## Leben

### Journalistin, Lehrerin und Abgeordnete
Karen Ellemann, Tochter des langjährigen Vorsitzenden der Venstre und Außenminister Uffe Ellemann-Jensen sowie Enkelin des Journalisten und langjährigen Abgeordneten Jens Peter Jensen, war nach dem Besuch des Holte Gymnasium zunächst als Journalistin tätig und arbeitete von 1990 bis 1993 als Beraterin von The Voice sowie anschließend als Managerin bei Scandinavian Models. Nachdem sie zwischen 1995 und 1996 Verwaltungschefin von Brinkmann Kommunikation war, wurde sie Managerin bei Dagmar Teatret und arbeitete danach zwischen 1999 und 2002 als freie Journalistin. Anschließend absolvierte sie zwischen 2002 und 2004 ein Lehramtsstudium am N. Zahles Seminarium und war danach bis 2007 als Lehrerin an der Rungsted Skole tätig.
Ihre politische Laufbahn begann sie in der Kommunalpolitik, als sie 2007 Mitglied des Gemeinderates der Rudersdal Kommune wurde. Bei den Wahlen vom 13. November 2007 wurde sie erstmals als Abgeordnete im Wahlkreis Brøndby in das Folketing gewählt und vertrat dort seither die Interessen der Venstre. Zugleich wurde sie noch Sprecherin der Venstre für Familien-, Ausländer- und Integrationspolitik. Am 13. März 2009 stimmte sie zusammen mit den Venstre-Abgeordneten Gitte Lillelund Bech, Karsten Lauritzen, Malou Aamund, Ellen Trane Nørby und Sophie Løhde entgegen der von ihrer Partei vertretenen Haltung zusammen mit der Liberal Alliance sowie der politischen Linken im Folketing für die Annahme eines Gesetzes zum Recht der Adoption durch gleichgeschlechtliche Paare.
Ellemann war von 2018 bis 2019 Gruppenvorsitzende der Venstre im Folketing, ehe sie vom 13. August 2019 bis zum 1. November 2022 im Präsidium des Parlaments saß. Bei der Folketingswahl 2022 wurde sie zwar erneut in das Folketing gewählt, verzichtete aber in der Folge auf das Mandat zugunsten der Position als neue Generalsekretärin im Nordischen Ministerrat, welche sie am 1. Januar 2023 antrat.

### Ministerin
Am 7. April 2009 wurde Karen Ellemann von Ministerpräsident Lars Løkke Rasmussen zur Innen- und Sozialministerin in dessen Regierung berufen.
Im Rahmen einer umfangreicheren Regierungsumbildung übernahm sie am 23. Februar 2010 von Troels Lund Poulsen das Amt der Umweltministerin und wurde zugleich Nachfolgerin von Bertel Haarder als Ministerin für nordische Zusammenarbeit. Beide Ministerämter hatte sie bis zum Ende der Amtszeit von Lars Løkke Rasmussen am 3. Oktober 2011 inne.
Als Umweltministerin traf sie eine umstrittene Entscheidung zum beabsichtigten Import von 6000 Tonnen der zu Erkrankungen führenden hochgiftigen Chemikalie Hexachlorbenzol (HCB) aus Australien, wobei sie den Import damit rechtfertigte, dass durch das in Dänemark vorhandene Fachwissen eine ordnungsgemäße Aufarbeitung sichergestellt sei. Kritiker hingegen verwiesen auf die möglichen Folgen eines Unfalls während des Seetransports. Aufgrund der öffentlichen Proteste verschob sie den Schifftransport nach Dänemark am 2. Dezember 2010 auf unbestimmte Zeit.
2010 genehmigte sie die Errichtung des Windkraftanlagen-Testfeldes Østerild. Die Entscheidung war umstritten, weil Teile einer Schutzpflanzung (Østerild Klitplantage) gerodet werden mussten und Beeinträchtigungen des Vogelschutzgebietes Vejlerne befürchtet wurden.
2011 wurde sie Sprecherin der Venstre-Fraktion für Volksschulen und Gymnasien.